# Araeopteron poliphae
Araeopteron poliphae är en fjärilsart som beskrevs av George Francis Hampson 1910. Araeopteron poliphae ingår i släktet Araeopteron och familjen nattflyn. Inga underarter finns listade i Catalogue of Life.